# Francesco Placereani
Francesco Placereani, noto anche con lo pseudonimo di pre Checo Placerean (traduzione in lingua friulana del suo nome) (Montenars, 30 novembre 1920 – Udine, 18 novembre 1986), è stato un presbitero e traduttore italiano di lingua friulana.

Francesco Placereani

Fu un personaggio di spicco dei movimenti culturali e politici friulanisti a partire dagli anni '60. Fu tra gli ispiratori della Mozione del clero per lo sviluppo sociale del Friuli del 1967. Contribuì a fondare il gruppo culturale “Int furlane” (1962) e il partito politico “Movimento Friuli” (1966).
Iniziò la traduzione delle Bibbia in friulano, poi terminata da Pier Antonio Bellina. Inoltre, tra il 1971 ed il 1977, tradusse e pubblicò in friulano il Messale romano.

## Biografia
Nato nel 1920, terzo di cinque fratelli, fu ordinato sacerdote da mons. Nogara nel 1944 e nel medesimo anno si trasferì a Roma a studiare presso la Pontificia Università Gregoriana. Nel 1948 partì alla volta dell'Argentina, dove insegnò morale al seminario di Rosario, strinse amicizia con Eduardo Francisco Pironio e divenne confessore di Antonio Caggiano, entrambi d'origini friulane. Tornato in patria, fu insegnante a Udine, al liceo classico Jacopo Stellini, e a Cividale, al Paolo Diacono, oltre che assistente diocesano delle ACLI e dell'ACAI. Nel 1967 fu tra i fondatori del Moviment Friûl (nome friulano; in italiano Movimento Friuli). Negli anni '70 si occupò della traduzione del Messale Romano e della Bibbia in friulano e disse le prime messe in questa lingua. Nel 1976 fu vittima del terremoto, che gli distrusse la casa; due anni dopo si decise la pubblicazione integrale della Bibbia nella versione sua e di Pier Antonio Bellina, l'altro traduttore. Nel 1980 si ammalò, venendo costretto all'inattività. Si spense all'ospedale Santa Maria della Misericordia di Udine nel 1986, due anni dopo l'uscita della sua traduzione della Bibbia.

## Opere principali
- Francesco Placereani, “Realtà cristiana e sua espressione artistica”. In: La Via Crucis di Avilla di Buia, Udine, 1959.
- Francesco Placereani, “Lo Spirito Santo. Teologia dello Spirito Santo”. Udine, 1966.
- Francesco Placereani, “Pe unitat di Glesie tal Friûl”. Pordenon, 1972.
- Francesco Placereani, “Predicja da Sensa”. Davâr, 1974.
- Francesco Placereani, “Fasin i conz”. In Pieri Pičul, “Storie dal popul furlan”. Reana del Rojale, 1974.
- Francesco Placereani, “Glesie furlane”. Reane dal Rojâl, 1975.
- Francesco Placereani, “La realtà etnico-culturale del popolo friulano”. In “Friuli: un popolo tra le macerie”, Roma, 1977.
- Giuseppe Marchetti, Francesco Placereani, “Cuintristorie dal Friûl fin tal dì di vuè”. Reane, 1977.
- Francesco Placereani, “Il Friuli: un popolo in pericolo”. “Tiroler Almanach”, Innsbruck, 1978.
- Francesco Placereani, “La nestre storie / La nostra storia / Unsere Geschichte / Our history”. Udine, 1990.
- Francesco Placereani, “Telâr di storie furlane”. Zompicchia, 1992.

## Traduzioni
- “Messâl furlan par l'an A”. Gurisse, 1971.
- “Messâl furlan pal an B”. Udin, 1973.
- “Messâl furlan pai agns A B C”. Reane, 1977.
- “La Bibie”. VIII voll., Udin, Ribis, 1984-1993.